# Större slavmyra
Större slavmyra (Formica lusatica) är en myrart. Större slavmyra ingår i släktet Formica, och familjen myror. Arten är reproducerande i Sverige.

## Bildgalleri

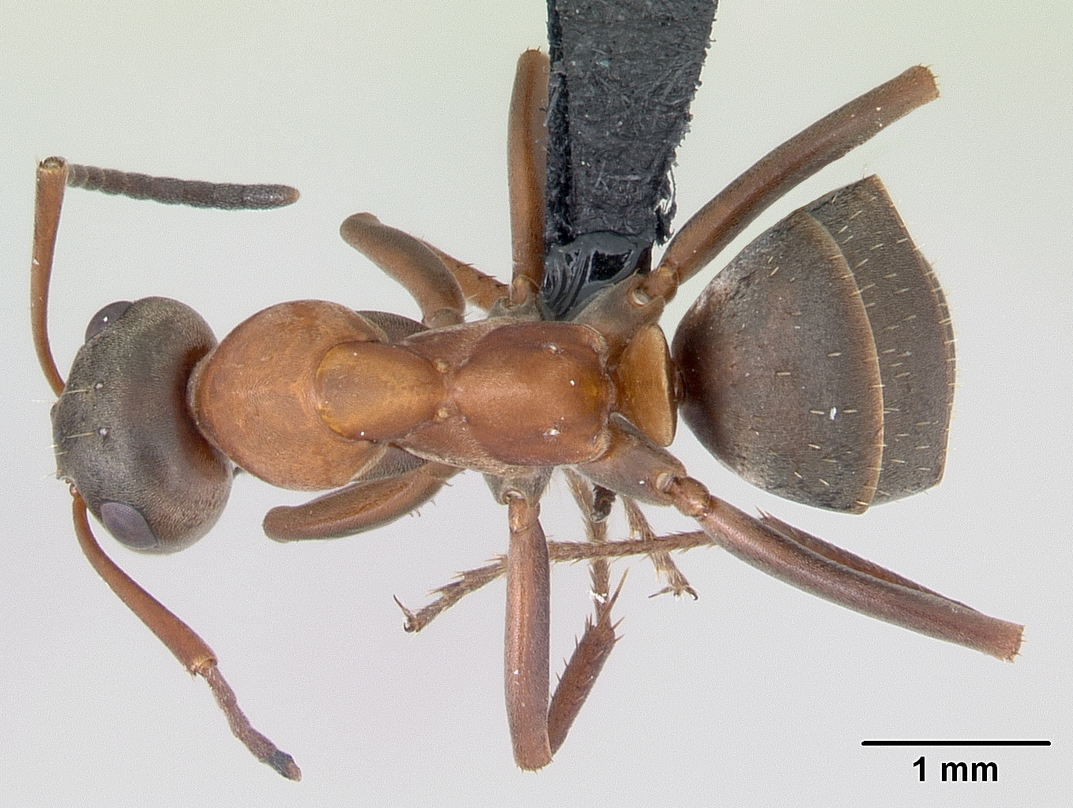
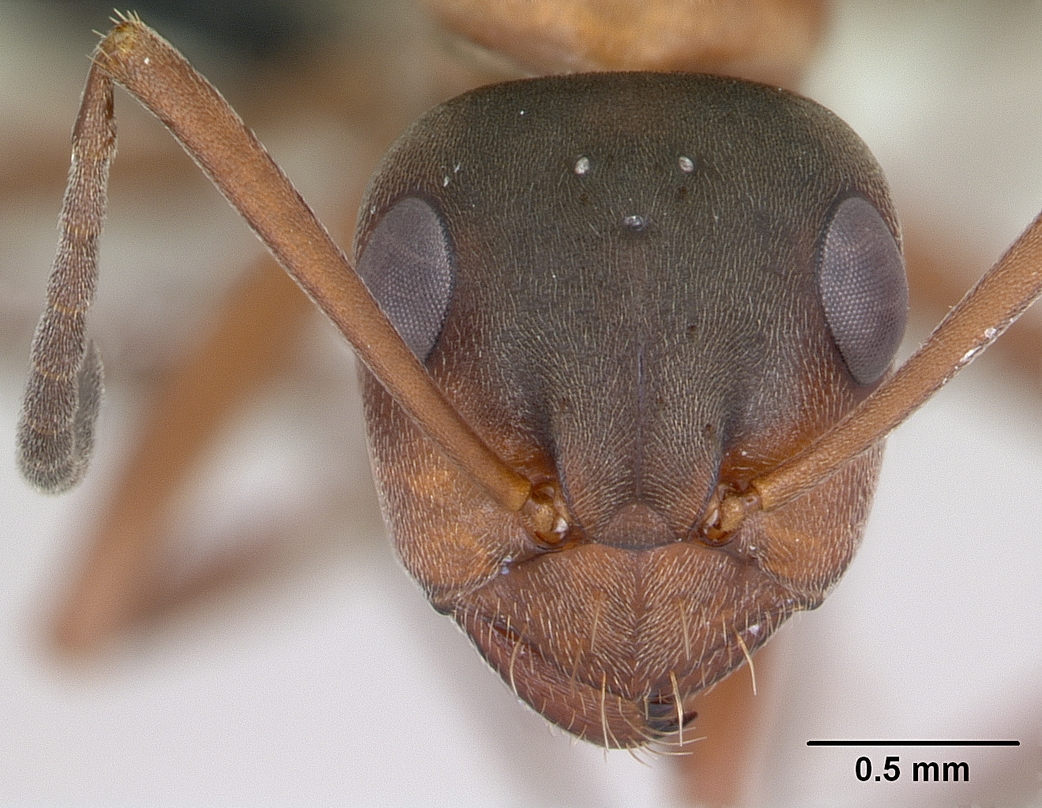
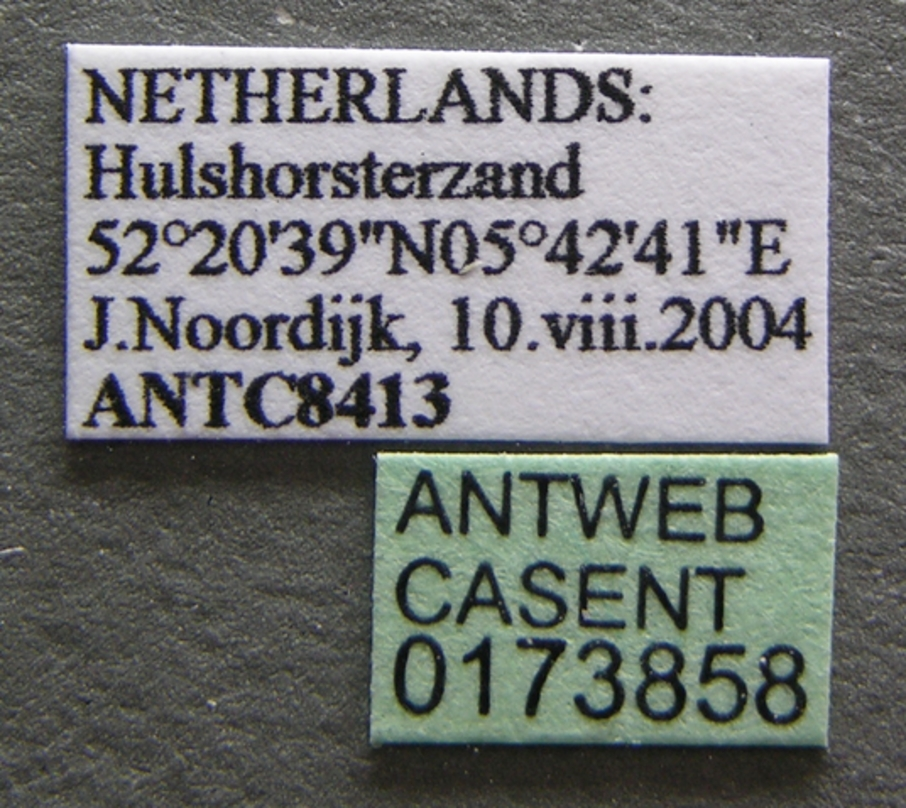
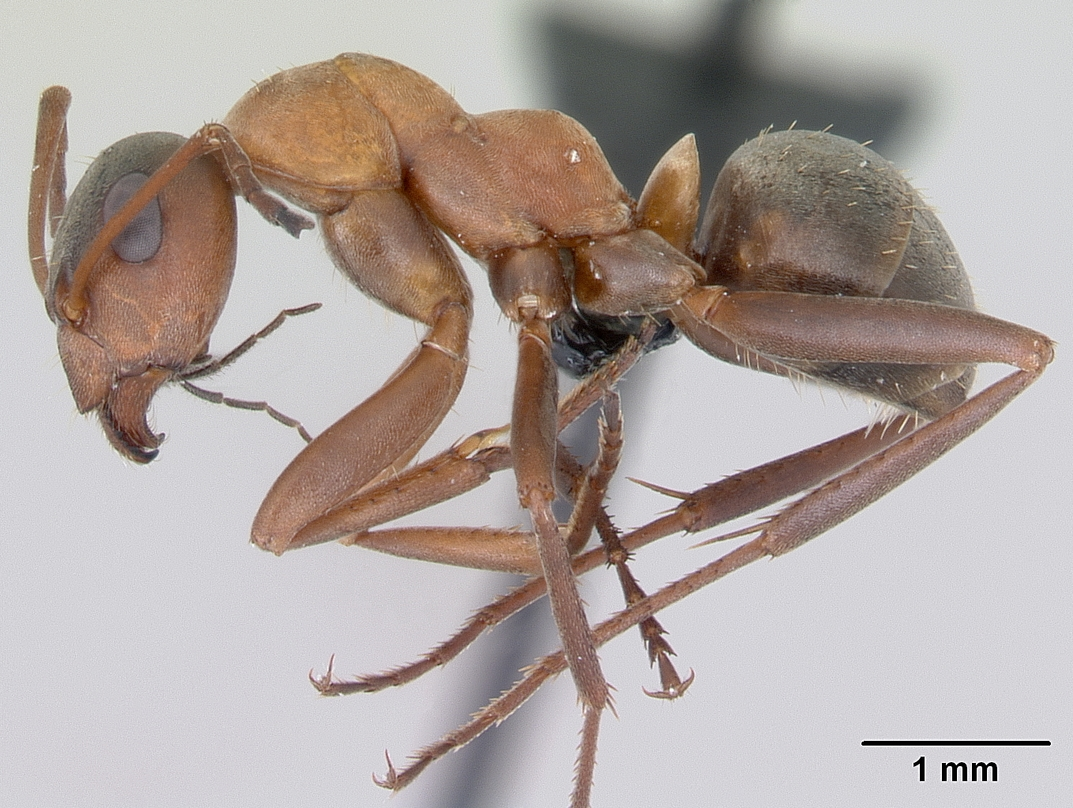